# 尾方馨
尾方 馨 （おがた かおる、1962年12月20日 - ）は、日本の実業家。株式会社TBK代表取締役社長。

## 来歴
神奈川県出身。1986年、駒澤大学経営学部卒業。同年4月、東京部品工業（現TBK）入社。
2011年10月、TBK America, Inc.代表取締役社長。
2017年10月、TBKK (Thailand) Co., Ltd.代表取締役社長。
2018年、TBK執行役員。2019年、常務執行役員。
2021年6月、取締役常務執行役員。
2022年4月、代表取締役社長に就任。